# اسکات ام. گیمپل
اسکات ام. گیمپل (انگلیسی: Scott M. Gimple؛ زادهٔ )، یک فیلم‌نامه‌نویس، و پدیدآور اهل ایالات متحده آمریکا است. وی از سال ۱۹۹۷ میلادی تاکنون مشغول فعالیت بوده‌است.
از کارهای او می‌توان به گوست رایدر: روح انتقام، مردگان متحرک، فلش فوروارد و شیاطین داوینچی اشاره کرد.